# Dacine, Hadeaci
Dacine (în ucraineană Дачне) este un sat în comuna Kaceanove din raionul Hadeaci, regiunea Poltava, Ucraina.

## Demografie
Componența lingvistică a localității Radeanska Dacea
     Ucraineană (96,43%)
     Rusă (3,57%)
Conform recensământului din 2001, majoritatea populației localității Dacine era vorbitoare de ucraineană (96,43%), existând în minoritate și vorbitori de rusă (3,57%).